# Liu Haixia
Liu Haixia (* 23. Oktober 1980) ist eine chinesische Gewichtheberin. Sie wurde 2007 Weltmeisterin im Zweikampf in der Gewichtsklasse bis 63 kg Körpergewicht.

## Werdegang
Liu Haixia begann ihre internationale Karriere als Gewichtheberin im Jahre 2002 bei der Universitäten-Weltmeisterschaft in Izmir. Sie siegte dort in der Gewichtsklasse bis 69 kg Körpergewicht mit 242,5 kg (102,5–140) vor Pawina Thongsuk aus Thailand, 235 kg (130–135). Den nächsten Einsatz bei einer internationalen Meisterschaft hatte sie dann erst wieder im Jahre 2005. Dabei belegte sie bei der Weltmeisterschaft 2005 in Doha in der Gewichtsklasse bis 69 kg Körpergewicht mit 274 kg (120–154) den 2. Platz hinter Sarema Kassajewa aus Russland, die 275 kg (118–157) erzielte. Sie zeigte dabei einen hervorragenden Wettkampf und hatte sechs gültige Versuche. Möglicherweise verschenkte sie, bzw. die Trainer der chinesischen Mannschaft Ma Wenhui und Li Shunzhu, den Sieg durch eine zu vorsichtige Taktik. Sie führte nach dem Reißen gegenüber Zarema Kasajewa mit 2 kg Vorsprung. Im Stoßen nahm sie zu ihrem letzten Versuch 154 kg, die sie auch bewältigte. Sarema Kassajewa ging aber aufs Ganze und nahm zu ihrem letzten Versuch im Stoßen 157 kg, die sie auch schaffte und Liu Haixia damit um 1 kg im Zweikampf übertrumpfte. Liu Haixia konnte nicht mehr kontern, da sie ihre drei Stoßversuche schon absolviert hatte.
2006 siegte Liu Haixia bei den Asienspielen in Doha mit 265 kg (115–150) in der Klasse bis 69 kg Körpergewicht klar vor Pan Yar Thet aus Myanmar, 235 kg und Kim Mi-kyung, Südkorea, 223 kg. Ein weiterer Sieg gelang ihr bei der Asien-Meisterschaft in Tai’an. Dabei startete sie wieder  in der Gewichtsklasse bis 69 kg Körpergewicht und erzielte im Zweikampf 262 kg (112–150). 2007 gelang ihr dann auch der größte Erfolg in ihrer Laufbahn, denn sie wurde in Chiangmai/Thailand, Weltmeisterin in der Gewichtsklasse bis 63 kg Körpergewicht mit einer Zweikampfleistung von 257 kg (115–142), die Weltrekord bedeutete. Sie verwies dabei Swetlana Zarukajewa aus Russland, 250 kg (115–135) auf den 2. Platz.
2008 siegte Liu Haixia im April des Jahres bei der Asien-Meisterschaft in Kanazawa mit 240 kg (104–136) vor Nguyen Thi Thiet aus Vietnam, 225 kg und Jelena Schadrina, Kasachstan, 222 kg. Sie konnte sich aber danach bei der chinesischen Meisterschaft 2008 keinen Startplatz für die Olympischen Spiele in Peking erkämpfen.
Im Jahre 2009 war sie weder bei den chinesischen Meisterschaften, noch bei den chinesischen National-Spielen in der Siegerliste vertreten. Ob sie daran überhaupt teilnahm, ist nicht bekannt. Bei den internationalen Meisterschaften war sie nicht am Start.

## Internationale Erfolge
| Jahr | Platz | Wettbewerb                        | Gewichtsklasse | |
| 2002 | 1.    | Universitäten-WM in Izmir         | bis 69 kg      | mit 242,5 kg (102,5–140), vor Pawina Thongsuk, Thailand, 235 kg (105–130) u. Angela Medina, Kolumbien, 230 kg (105–125)   |
| 2005 | 2.    | WM in Doha                        | bis 69 kg      | mit 274 kg (120–154), hinter Sarema Kassajewa, Russland, 275 kg (118–157), vor Olga Kiseljewa, Russland, 250 kg (110–140) |
| 2006 | 1.    | Asienspielen in Doha              | bis 69 kg      | mit 265 kg (115–150), vor Pan Yar Thet, Myanmar, 235 kg u. Kim Mi-kyung, Südkorea, 223 kg                                 |
| 2007 | 1.    | Asien-Meisterschaften in Tai’an   | bis 69 kg      | mit 262 kg (112–150), vor Khuat Minh Hai, Vietnam, 205 kg (90–115) u. Kao Ya-Chun, Taiwan, 203 kg (87–116)                |
| 2007 | 1.    | WM in Chiangmai/Thailand          | bis 63 kg      | mit 257 kg (115–142), vor Swetlana Zarukajewa, Russland, 250 kg (115–135) und Pak Hyon-suk, Südkorea, 240 kg              |
| 2008 | 1.    | Asien-Meisterschaften in Kanazawa | bis 63 kg      | mit 240 kg (104–136), vor Nguyen Thi Thiet, Vietnam, 225 kg (101–124) u. Jelana Schadrina, Kasachstan, 222 kg (99–123)    |

## WM-Einzelmedaillen
- WM-Goldmedaillen: 2005/Reißen – 2007/Reißen – 2007/Stoßen
- WM-Silbermedaillen: 2005/Stoßen

## Erläuterungen
- alle Wettkämpfe im Zweikampf, bestehend aus Reißen und Stoßen,
- WM = Weltmeisterschaft,
- KG = Körpergewicht